# Веридба (филм)
Веридба (енгл. The Proposal) је америчка романтична комедија из 2009. године са Сандром Булок и Рајаном Рејнолдсом у главним улогама.
Филм је режирала Ен Флечер, а сценарио је написао Пит Кијарели.
Две недеље после премијерног приказивања, продато је 3.314.840 ДВД дискова, а укупна зарада филма се процењује на око 317 милиона долара, што овај филм чини комерцијално најуспешнијим у каријери Сандре Булок. За њега је трећи пут номинована за Златни глобус за најбољу главну глумицу.

## Прича
Маргарет Тејт (Сандра Булок) је главни уредник познате издавачке куће из Њујорка. Као шеф је хладна, суздржана, строга, због чега је колеге не воле. Након што јој јављају да јој виза истиче, и да ће ускоро бити депортована у Канаду, Маргарет тражи од свог асистента Ендруа Пакстона (Рајан Рејнолдс) да се венча са њом. Ендру је у почетку одлучан у својој намери да је не послуша, али пошто га шефица уцењује да неће објавити његову књигу, на којој је радио три године, пристаје да се жени. Та веридба на брзу руку постаје сумњива инспектору Гилбертсону (Денис О‘Харе), и он покреће читав процес, којим ће се утврдити да ли је та веза заиста права или је превара. Инспектор их упозорава да ће одговарати на питања једно о другом одвојено, и да ће њихове породице учествовати у томе, као и да ће у случају да се одговори не подударе, Маргарет бити депортована, а Ендру ухапшен због саучесништва. Ендру пристаје, али под условом да после венчања буде унапређен у уредника, као и да његова књига буде објављена у тиражу од 20.000 примерака. Очајна Маргарет пристаје.
Пошто Ендруова бака (Бети Вајт) слави 90. рођендан, млади пар користи то како би се међусобно боље упознали, и путују у Ендруов родни град, Ситку на Аљасци. Убрзо након доласка у Ситку, Маргарет примећује да скоро свака радња носи назив Пакстон, и закључује да је њен асистент један од најбогатијих и најпожељнијих нежења на Аљасци. Породица Пакстон је организовала забаву у част Ендруове веридбе, на коју су позване комшије и родбина. Маргарет је веома пријатно дочекана од стране свих, па и од Ендруове бивше девојке Гертруде, изузев од свекра. Наиме, Ендруов отац је шокиран изненадном одлуком свог сина да се жени својом шефицом. После забаве, Ендруова мајка, води будуће младенце у њихову собу. 
Сутрадан је за Маргарет почео нови живот. Она упознаје град, одлази у локални бар, учествује у бака-Енином обреду захваљивања природи, упада у безброј проблема и авантура, које ће је зближити са Ендруом и развити између њих праву, искрену љубав. Али тек кад јој дан пред венчање бака-Ени да огрлицу коју је неколико генерација жена из њихове породице носило на венчањима, Маргарет схвата колико је Ендуовој породици све то важно, а како се она само поиграла њиховим осећањима. За време церемоније венчања Маргарет признаје шта су она и Ендру урадили, моли породицу Пакстон за опроштај и одлази у Њујорк да пакује ствари. Гертруде храбри Ендруа да оде за њом и не дозволи да буде депортована. Истог дана Ендру стиже у канцеларију, где затиче Маргарет и пред свим својим колегама, тражи њену руку.